# Hicham Boudaoui
Hicham Boudaoui (en arabe : هشام بوداوي), né le 23 septembre 1999 à Béchar en Algérie, est un footballeur international algérien, évoluant actuellement au poste de milieu de terrain à l'OGC Nice.
En 2019, il remporte la Coupe d’Afrique des nations avec l'équipe d'Algérie.

## Biographie

### Jeunesse et débuts au Paradou AC
Hicham Boudaoui est né le 23 septembre 1999 à Béchar dans la Saoura, dans l'ouest du Sahara algérien. Il fait ses premiers pas en tant que footballeur au sein du club local, la Jeunesse de Béchar.
En 2012, il attire l'attention des recruteurs du Paradou AC lors d'un tournoi se déroulant à Hydra. Après avoir réussi les tests de sélection, il est admis dans le centre de formation du club.
Le 6 janvier 2018, Hicham Boudaoui y fait ses débuts professionnels en entrant en jeu en seconde période lors d'un match de championnat contre l'USM Alger.
Son entraîneur Josep María Nogués le décrit ainsi : « C'est un milieu défensif avec beaucoup de qualités, qui peut aussi jouer plus avancé, il est promis a un bel avenir dans le football professionnel algérien et international ». Avec ses qualités techniques, l'OGC Nice s'intéresse à Boudaoui.

### OGC Nice (depuis 2019)
Le 2 septembre 2019, l’OGC Nice officialise l’arrivée d’Hicham Boudaoui, en échange d'une indemnité de quatre millions d’euros.
Le footballeur marque son premier but avec les Aiglons de la tête, lors de la 19e journée de Ligue 1 face à Toulouse (victoire 3-0). Trois semaines plus tard, il marque un autre but en Coupe de France face à la modeste équipe de Fréjus-Saint-Rafaël. La saison suivante, il marque son premier but, le 1er novembre 2020, face à Angers SCO. Hicham Boudaoui n’a pas la confiance de Patrick Vieira mais, à l'arrivée de Adrian Ursea, il fait partie de l'équipe type. Le 17 février 2021, le joueur réalise une passe décisive face à l'Olympique de Marseille. Avec de bonnes prestations cette saison, c'est l'un des joueurs clé d’Adrian Ursea. Le 25 avril 2021, il inscrit son deuxième but de la saison avec l'OGC Nice face à Montpellier HSC.
Son contrat avec le Club est conclu jusqu'en juin 2027. En 2024, sa valeur marchande sur Transfermarkt est de 10 millions d'euros.

### En équipe nationale
Hicham Boudaoui est sélectionné en 2018 dans l'équipe algérienne des moins de 20 ans, puis dans l'équipe olympique. Le 27 décembre 2018, il honore sa première sélection lors d'un match amical contre le Qatar (victoire 0-1). L'année suivante, l'athlète est sélectionné par Djamel Belmadi pour la Coupe d'Afrique des nations 2019 en Égypte. Lors de cette compétition, Boudaoui joue en phase de poule le 1er juillet face à la Tanzanie (victoire 0-3) et le huitième de finale contre la Guinée (victoire 3-0). L'équipe d'Algérie sera sacrée championne d'Afrique en battant l'équipe du Sénégal en finale (victoire 0-1). Le 29 décembre 2023, il est retenu dans la liste des vingt-sept joueurs algériens sélectionnés par Djamel Belmadi pour disputer la Coupe d'Afrique des nations 2023.

## Statistiques

### En club
| Saison                | Club                  | Championnat           | Championnat | Championnat | Championnat | Coupe nationale | Coupe nationale | Coupe nationale | Coupe de la Ligue | Coupe de la Ligue | Coupe de la Ligue | Compétition(s) continentale(s) | Compétition(s) continentale(s) | Compétition(s) continentale(s) | Compétition(s) continentale(s) | Total | Total | Total |
| Saison                | Club                  | Division              | M.          | B.          | P.d.        | M.              | B.              | P.d.            | M.                | B.                | P.d.              | Comp.                          | M.                             | B.                             | P.d.                           | M.    | B.    | P.d.  |
| 2017-2018             | Paradou AC            | Ligue 1               | 7           | 0           | 0           | 0               | 0               | 0               | -                 | -                 | -                 | -                              | -                              | -                              | -                              | 7     | 0     | 0     |
| 2018-2019             | Paradou AC            | Ligue 1               | 30          | 1           | 2           | 4               | 0               | 1               | -                 | -                 | -                 | -                              | -                              | -                              | -                              | 34    | 1     | 3     |
| Sous-total            | Sous-total            | Sous-total            | 37          | 1           | 2           | 4               | 0               | 1               | -                 | -                 | -                 | -                              | -                              | -                              | -                              | 41    | 1     | 3     |
| 2019-2020             | OGC Nice              | Ligue 1               | 9           | 1           | 2           | 3               | 1               | 0               | 1                 | 0                 | 0                 | -                              | -                              | -                              | -                              | 13    | 2     | 2     |
| 2020-2021             | OGC Nice              | Ligue 1               | 25          | 3           | 2           | -               | -               | -               | -                 | -                 | -                 | C3                             | 4                              | 0                              | 0                              | 29    | 3     | 2     |
| 2021-2022             | OGC Nice              | Ligue 1               | 29          | 3           | 2           | 4               | 0               | 0               | -                 | -                 | -                 | -                              | -                              | -                              | -                              | 33    | 3     | 2     |
| 2022-2023             | OGC Nice              | Ligue 1               | 27          | 1           | 2           | -               | -               | -               | -                 | -                 | -                 | C4                             | 8                              | 0                              | 0                              | 35    | 1     | 2     |
| 2023-2024             | OGC Nice              | Ligue 1               | 29          | 2           | 0           | -               | -               | -               | -                 | -                 | -                 | -                              | -                              | -                              | -                              | 29    | 2     | 0     |
| 2024-2025             | OGC Nice              | Ligue 1               | 29          | 2           | 3           | 2               | 0               | 0               | -                 | -                 | -                 | C3                             | 5                              | 0                              | 0                              | 36    | 2     | 3     |
| 2025-2026             | OGC Nice              | Ligue 1               | 1           | 0           | 0           | -               | -               | -               | -                 | -                 | -                 | C1                             | 1                              | 0                              | 0                              | 2     | 0     | 0     |
| Sous-total            | Sous-total            | Sous-total            | 149         | 12          | 11          | 9               | 1               | 0               | 1                 | 0                 | 0                 | -                              | 18                             | 0                              | 0                              | 177   | 13    | 11    |
| Total sur la carrière | Total sur la carrière | Total sur la carrière | 186         | 13          | 13          | 13              | 1               | 1               | 1                 | 0                 | 0                 | -                              | 18                             | 0                              | 0                              | 218   | 14    | 14    |

### En sélection nationale
| Saison                | Sélection             | Phases finales        | Phases finales | Phases finales | Phases finales | Éliminatoires CDM | Éliminatoires CDM | Éliminatoires CDM | Éliminatoires CAN | Éliminatoires CAN | Éliminatoires CAN | Matchs amicaux | Matchs amicaux | Matchs amicaux | Total | Total | Total |
| Saison                | Sélection             | Compétition           | M              | B              | Pd             | M                 | B                 | Pd                | M                 | B                 | Pd                | M              | B              | Pd             | M     | B     | Pd    |
| --------------------- | --------------------- | --------------------- | -------------- | -------------- | -------------- | ----------------- | ----------------- | ----------------- | ----------------- | ----------------- | ----------------- | -------------- | -------------- | -------------- | ----- | ----- | ----- |
| 2018-2019             | Algérie               | CAN 2019              | 2              | 0              | 0              | -                 | -                 | -                 | 1                 | 0                 | 0                 | 2              | 0              | 0              | 5     | 0     | 0     |
| 2019-2020             | Algérie               | -                     | -              | -              | -              | -                 | -                 | -                 | -                 | -                 | -                 | 1              | 0              | 0              | 1     | 0     | 0     |
| 2020-2021             | Algérie               | -                     | -              | -              | -              | -                 | -                 | -                 | -                 | -                 | -                 | 1              | 0              | 0              | 1     | 0     | 0     |
| 2021-2022             | Algérie               | -                     | -              | -              | -              | 3                 | 0                 | 0                 | -                 | -                 | -                 | -              | -              | -              | 3     | 0     | 0     |
| 2022-2023             | Algérie               | -                     | -              | -              | -              | -                 | -                 | -                 | 1                 | 0                 | 0                 | 1              | 0              | 0              | 2     | 0     | 0     |
| 2023-2024             | Algérie               | CAN 2023              | 1              | 0              | 0              | 2                 | 0                 | 0                 | 1                 | 0                 | 0                 | 2              | 0              | 0              | 6     | 0     | 0     |
| 2024-2025             | Algérie               | -                     | -              | -              | -              | 2                 | 0                 | 1                 | 2                 | 0                 | 0                 | 2              | 0              | 1              | 6     | 0     | 2     |
| Total sur la carrière | Total sur la carrière | Total sur la carrière | 3              | 0              | 0              | 7                 | 0                 | 1                 | 5                 | 0                 | 0                 | 9              | 0              | 1              | 24    | 0     | 2     |

### Matchs internationaux
Le tableau suivant liste les rencontres de l'équipe d'Algérie dans lesquelles Hicham Boudaoui a été sélectionné depuis le 27 décembre 2018 jusqu'à présent.

## Palmarès et distinctions

### Palmarès en club
Hicham Boudaoui est titulaire lors de la finale de Coupe de France en 2022 avec l'OGC Nice perdue contre le FC Nantes.
| OGC Nice                               |
| -------------------------------------- |
| - Coupe de France : - Finaliste : 2022 |

### Palmarès en sélection nationale
Avec la sélection algérienne, Hicham Boudaoui remporte la Coupe d'Afrique des nations de football 2019.
| Algérie (1)                                           |
| ----------------------------------------------------- |
| - Coupe d'Afrique des nations (1) - Vainqueur en 2019 |

### Distinctions personnelles
- El Heddaf-Le Buteur : Élu meilleur espoir algérien de l’année 2018
- Élu meilleur espoir de la saison à L'OGC Nice 2019-2020 [7]
- Élu meilleur espoir de la saison à L'OGC Nice 2020-2021[8]
- Élu meilleur joueur du mois du OGC Nice en février 2021[9], août 2021[10], août 2024[11]

## Décorations
- Achir de l'ordre du Mérite national d'Algérie.

### Sources
- Maxime Brigand, « Tactique : Hicham Boudaoui, le distributeur des sables », So Foot,‎ 1er mars 2021 (lire en ligne)